# ماريا كوريتسيفا
ماريا كوريتسيفا (بالأوكرانية: Коритцева Марія Сергіївна) مواليد 25 مايو 1985 في كييف، الاتحاد السوفيتي، هي لاعبة كرة مضرب أوكرانية بدأت مسيرتها كمحترفة سنة 2001 تلعب باليد اليمنى. أعلى تصنيف لها في الفردي كان المركز الـ 50 في سنة 2008. شاركت في دورة الألعاب الأولمبية الصيفية.

## النهائيات

### الفردي 2 (0-2)
| الحصيلة | الرقم | التاريخ        | الدورة           | الأرضية | المنافس         | النتيجة  |
| ------- | ----- | -------------- | ---------------- | ------- | --------------- | -------- |
| الوصافة | 1.    | 23 سبتمبر 2007 | كولكاتا، الهند   | سجاد    | ماريا كيريلينكو | 0–6, 2–6 |
| الوصافة | 2.    | 13 يوليو 2008  | باليرمو، إيطاليا | ترابية  | ساره إيراني     | 2–6, 3–6 |

### الزوجي 10 (6-4)
| الحصيلة | الرقم | التاريخ        | الدورة                              | الأرضية | الشريك         | المنافس في النهائي                               | النتيجة في النهائي |
| ------- | ----- | -------------- | ----------------------------------- | ------- | -------------- | ------------------------------------------------ | ------------------ |
| الفوز   | 1.    | 24 يوليو 2005  | باليرمو، إيطاليا                    | ترابية  | جوليا كازوني   | كلاوديا جانز إيجناسيك أليسيا روزولوسكا           | 4–6, 6–3, 7–5      |
| الفوز   | 2.    | 22 يوليو 2007  | باليرمو، إيطاليا                    | ترابية  | داريا كوستوفا  | أليس كانيبا كارين كناب                           | 6–4, 6–1           |
| الوصافة | 1.    | 12 أكتوبر 2007 | كولكاتا، الهند                      | صلبة    | ألبرتا بريانتي | آلا كودريافتسيفا فانيا كينغ                      | 6–1, 6–4           |
| الفوز   | 3.    | 6 يناير 2008   | أوكلاند المفتوحة للسيدات، نيوزيلندا | صلبة    | ليليا أوسترلوه | مارتينا مولر باربورا ستريكوفا                    | 6–3, 6–4           |
| الوصافة | 2.    | 17 فبراير 2008 | فينا دل مار، تشيلي                  | ترابية  | جوليا شروف     | أليسيا روزولوسكا ليجا ديكميجيري                  | 7–5, 6–3           |
| الفوز   | 4.    | 21 سبتمبر 2008 | قوانغتشو، الصين                     | صلبة    | تاتيانا بوتشيك | صن تيانتيان يان زي                               | 6–3, 4–6, 10–8     |
| الوصافة | 3.    | 20 أكتوبر 2008 | لوكسمبورغ، لوكسمبورغ                | صلبة    | فيرا داشفينا   | سورانا كريستيا مارينا إراكوفيتش                  | 2–6, 6–3, [10–8]   |
| الوصافة | 4.    | 13 يوليو 2009  | باليرمو، إيطاليا                    | ترابية  | داريا كوستوفا  | نوريا لاجوستيرا فيفس ماريا خوسيه مارتينيز سانشيز | 6–1, 6–2           |
| الفوز   | 5.    | 27 فبراير 2011 | بطولة أكابولكو للتنس، المكسيك       | صلبة    | رالوكا أولارو  | لورديس دومينغيز لينو أرانتشا بارا سانتونجا       | 5–7, 7–5, [10–6]   |
| الفوز   | 6.    | 24 يوليو 2011  | باكو، أذربيجان                      | صلبة    | تاتيانا بوتشيك | مونيكا نيكوليسكو غالينا فوسكوبويفا               | 6–3, 2–6, [10–8]   |

## الخط الزمني للأداء
مفتاح
| ف | ن | ن.ن | ر.ن | د# | د.م | ل | أ.أ | ت | غ | ب | ف | ذ | م.خ | ل.ت |

(ف) فاز بالبطولة (ن) وصل النهائي (ن.ن) نصف النهائي (ر.ن) ربع النهائي (د#) الأدوار الأربعة الأولى (د.م) دور المجموعات (ل) شارك في كأس ديفيز (أ.أ) خرج من الأدوار الاولى (ت) خسر التصفيات التأهيلية (غ) غاب عن الحدث أو البطولة (ب) حصل على ميدالية برونزية (ف) حصل على ميدالية فضية (ذ) حصل على ميدالية ذهبية (م.خ) بطولة الماسترز خُفضت إلى مرتبة أقل (ل.ت) البطولة لم تعقد في السنة المعينة.
لتجنب الارتباك وازدواجية الحساب، يتم تحديث هذه المعلومات إما في نهاية البطولة، أو عندما تكون مشاركة اللاعب في البطولة قد انتهت.

### الفردي
| الدورة            | 2006 | 2007 | 2008 | 2009 | 2010 | 2011 | 2012 |
| ----------------- | ---- | ---- | ---- | ---- | ---- | ---- | ---- |
| أستراليا المفتوحة | د1   | د1   | د2   | ت    | ت    | ت    | ت    |
| فرنسا المفتوحة    | ت    | د1   | د1   | د2   | ت    | ت    | غ    |
| ويمبلدون          | ت    | ت    | د1   | د1   | ت    | ت    | غ    |
| أمريكا المفتوحة   | ت    | ت    | د1   | د1   | د1   | ت    | غ    |

## وصلات خارجية
- ماريا كوريتسيفا على موقع رابطة محترفات التنس (الإنجليزية)
- ماريا كوريتسيفا على موقع الاتحاد الدولي لكرة المضرب (الإنجليزية)
- ماريا كوريتسيفا على موقع كأس بيلي جين كينغ (الإنجليزية)
- ماريا كوريتسيفا على موقع خلاصة التنس.كوم (الإنجليزية)
- ماريا كوريتسيفا على موقع إي إس بي إن.كوم (الإنجليزية)
- ماريا كوريتسيفا على موقع أوليمبيديا (الإنجليزية)

- الموقع الرسمي